# Melanargia pyrenaica
Melanargia pyrenaica är en fjärilsart som beskrevs av M.Gaede 1930. Melanargia pyrenaica ingår i släktet Melanargia och familjen praktfjärilar. Inga underarter finns listade i Catalogue of Life.